# 世纪最佳进球
世纪最佳进球（Goal of the Century），又名国际足联世界杯历史上最伟大进球，是指迭戈·马拉多纳在1986年6月22日在墨西哥城阿兹台克体育场进行的1986年世界杯足球赛四分之一决赛，阿根廷对英格兰的比赛中攻入的第二个进球。就在这个进球之前不久，马拉多纳刚刚用“上帝之手”打进一球。这一球在2002年被球迷在国际足联官方网站中以18,062票选出成为世纪最佳进球。

## 进球过程及其他

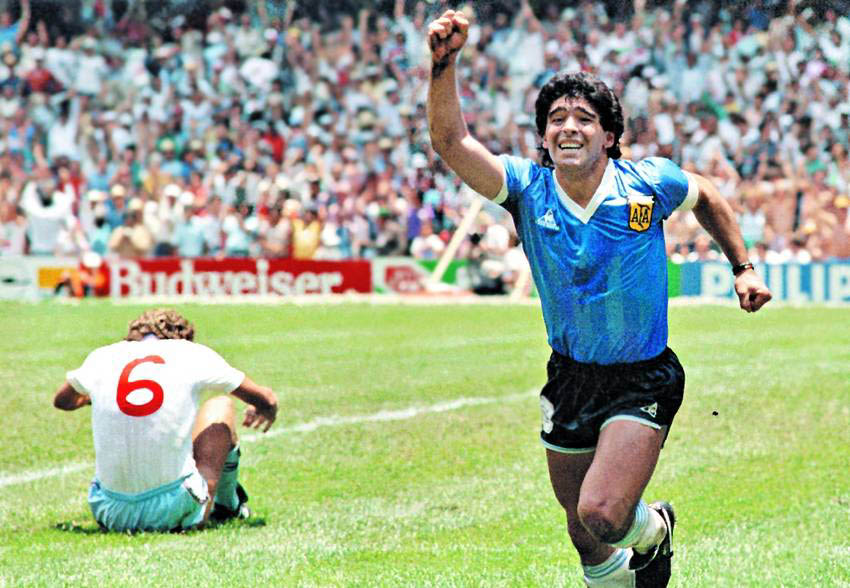
马拉多纳在打进“世纪最佳进球”后尽情庆祝，身后的布彻（穿6号球衣）坐在球场上。

下半場九分钟，上帝之手进球之后仅三分钟，马拉多纳在阿根廷后半场靠近中线约10米处接到队友恩里克的传球，一人独自带球长途奔袭60多米，先后晃过英格兰防守队员格伦·霍德尔、彼得·里德、肯尼·桑塞姆、泰瑞·布彻和泰瑞·芬威克以及守门员彼得·希尔顿共6名球员，踢進了这一世界杯历史上最佳进球。25分钟后加里·莱因克尔为英格兰队踢進一球，阿根廷最终以2:1获胜，并晉級至準決賽。
对于这个球，马拉多纳表示，当时他想把球传给队友巴尔达诺的，但是由于对手逼了上来，他没有传球的空间只能继续带球。后来，他曾表示，英格兰的防守队员可能是“世界上最有绅士风度的”，如果他们像当时很多防守球员那样将他絆倒的话，他根本不可能踢进这一精彩入球。
在阿兹台克体育场外，已经树立起了一座马拉多纳的塑像用以纪念这一精彩瞬间。

## 用球拍賣
这场比赛的唯一用球被這一比賽的突尼斯籍主裁判阿里·本·納賽爾收藏，2022年11月，阿里·本·納賽爾决定拍卖这个球。比赛用球将在伦敦被拍卖。

## 参看
- 1986年世界杯足球赛
- 阿根廷对英格兰 (1986年世界杯足球赛)
- 迭戈·马拉多纳
- 上帝之手